# حاضنات

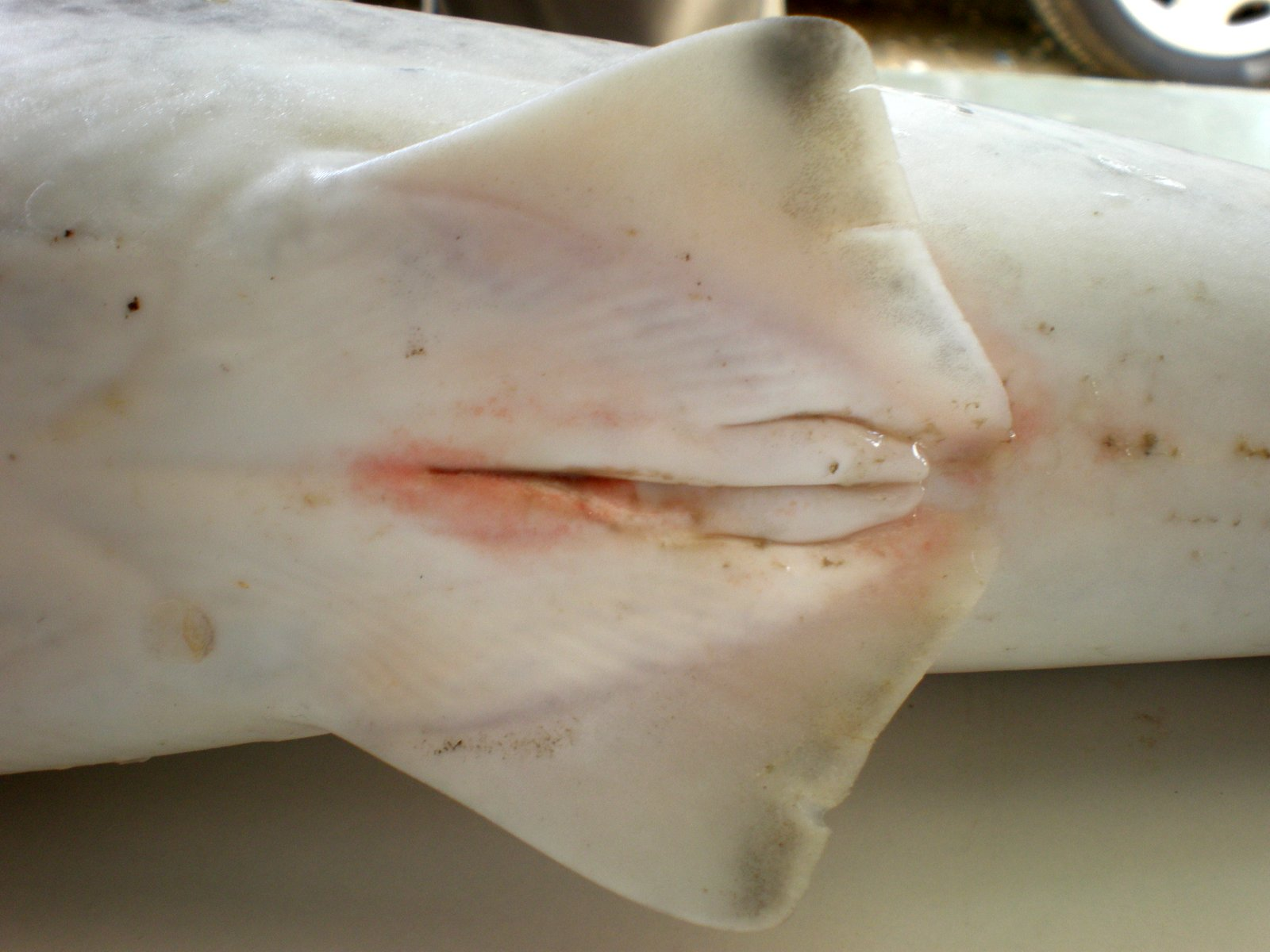
حاضن القرش الغزلي.

الحاضنات أو الماسكة (بالإنجليزية: Clasper)‏، هو تركيب تشريحي يوجد في ذكور بعض مجموعات من الحيوانات مثل الحشرات والأسماك، ويستخدم للتزاوج.
ذكور الأسماك الغضروفية لها حاضنات بشكل زعانف محوّرة يخرج منه السائل المنوي أثناء الجماع مع الأنثى من خلال تجاويف في الحاضنات نفسها.